# Trimetoprima
La trimetoprima  o trimetoprim es un antibiótico bacteriostático derivado de la trimetoxibenzilpirimidina y de uso casi exclusivo en el tratamiento de infecciones urinarias.
La trimetoprima pertenece a un grupo de agentes quimioterapéuticos conocidos como inhibidores de la dihidrofolato reductasa. Suele presentarse en combinación con el sulfametoxazol, combinación que recibe el nombre de cotrimoxazol  y que, en infecciones por organismos susceptibles, es una presentación superior a la sulfonamida sola.

## Farmacocinética
La trimetoprima se administra por vía oral solo o acompañada de sulfametoxazol, combinación que puede administrarse por vía intravenosa. La trimetoprima se absorbe eficazmente en el sistema digestivo y se distribuye equitativamente entre los fluidos y tejidos corporales, incluyendo el líquido cefalorraquídeo. Cruza la placenta y se excreta en la leche materna.
Debido a que la trimetoprima es más liposoluble que el sulfametoxazol, tiene un mayor volumen de distribución. Por ello se suele combinar 1 parte de trimetoprima con 5 partes de sulfametoxazol, lo cual lleva a una concentración plasmática máxima de 1:20, una relación óptima para los efectos combinados de estos fármacos in vitro. Se metaboliza en el hígado, excretándose posteriormente sus dos componentes por vía urinaria, por medio de filtración glomerular y secreción tubular activa. La dosis de trimetoprima debe ser ajustada para pacientes con deficiencias renales. La semivida de eliminación de trimetoprima es de 8-11 horas, lo que justifica su administración dos veces al día. Pueden detectarse pequeñas cantidades de trimetoprima en heces, provenientes de la excreción biliar de una pequeña proporción del fármaco circulante.

## Farmacodinámica

### Mecanismo de acción
La trimetoprima  inhibe a la enzima dihidrofolato reductasa. En  numerosos microorganismos la efectividad de esta enzima es unas 50.000 veces mayor que la correspondiente a la enzima presente en las  células de mamíferos, lo cual explica el amplio margen terapéutico de la trimetoprima.  La dihidrofolato reductasa participa en la conversión del ácido dihidrofólico a su forma funcional, el ácido tetrahidrofólico. Su inhibición agota las reservas de folato, un cofactor esencial en la biosíntesis de purinas y, en último lugar, del ADN bacteriano, por lo que su inhibición impide la división del microorganismo.  Junto con las sulfamidas, la trimetoprima produce un bloqueo secuencial de la cadena metabólica, de modo que ambos medicamentos son sinérgicos cuando actúan en conjunto.

### Interacciones
- El uso simultáneo de trimetoprima y dapsona generalmente aumentará las concentraciones plasmáticas de ambos medicamentos.
- Trimetoprima puede reducir la excreción renal e incrementar las concentraciones sanguíneas de zidovudina y lamivudina.
- Rifampicina puede reducir las concentraciones de trimetoprima.
- Con el uso conjunto con ciclosporina puede haber riesgo incrementado de nefrotoxicidad.
- El uso simultáneo con diuréticos puede originar hiponatremia....

Interferencias con pruebas de laboratorio: la trimetoprima, puede interferir en la determinación de metotrexato sérico por el método de la fijación proteica competitiva, pero no hay interacción aplicando el método de determinación de metotrexato por radioinmunoensayo. Puede también alterar los resultados de la prueba de Jaffé (determinación de creatinina, alcalinizada con ácido pícrico), elevando los valores aproximadamente en un 10%.

### Resistencia
La resistencia bacteriana a la trimetoprima puede ser el resultado de una reducción en la permeabilidad celular, la sobreproducción de la enzima dihidrofolato reductasa o la producción de una reductasa de conformación alterada con disminución de la afinidad por el antibiótico. Dichas formas de resistencia pueden aparecer por mutación o, más frecuentemente, por la intervención de reductasas resistentes codificadas por plásmidos. Estas enzimas reductasas pueden estar codificadas dentro de los transposones de los plásmidos conjugados, caracterizados por mostrar un amplio abanico de huéspedes microbianos. Esto explicaría la rápida y extensa diseminación de la resistencia a la trimetropima entre numerosas especies bacterianas.

## Uso clínico

### Indicaciones
- Infecciones de vías urinarias bajas.
- Crisis agudas de bronquitis crónica.
- Otitis media aguda en niños.
- Enterocolitis y diarrea del viajero producidas por gérmenes sensibles a la asociación.
- También se ha aprobado en algunos países para tratar y prevenir la neumonía causada por Pneumocystis jirovecii en pacientes inmunodeprimidos, la toxoplasmosis y la nocardiasis.[5]

### Efectos adversos
Para la calificación de reacciones adversas a este medicamento se siguen los criterios de la CIOSM:
- Infrecuentes: alteraciones gastrointestinales, náuseas, vómitos, diarrea y pérdida del apetito. Cambios hematológicos, principalmente leucopenia, neutropenia y trombocitopenia.
- Raras: glositis, anemia megaloblástica, agranulocitosis y púrpura.
- Muy raras: síndrome de Stevens-Johnson, necrólisis epidérmica tóxica, necrosis hepática fulminante, anemia aplásica.

### Contraindicaciones
- Embarazo y lactancia.
- Discrasias sanguíneas, en especial anemia megaloblástica.
- Porfiria.
- Deberá emplearse con precaución en pacientes con insuficiencia renal o hepática, o con deficiencias de ácido fólico, acidez estomacal(desnutrición o alcoholismo), o con deficiencias congénitas de glucosa-6-fosfato-deshidrogenasa.
- En caso de insuficiencia renal, las dosis deben ser reducidas.